# Volavka (Pravonín)
Volavka je osada, část obce Pravonín v okrese Benešov. Nachází se asi 3 km na západ od Pravonína. V roce 2009 zde byly evidovány čtyři adresy. Volavka leží v katastrálním území Pravonín o výměře 11,38 km².

## Historie
První písemná zmínka o vesnici pochází z roku 1720.

## Galerie

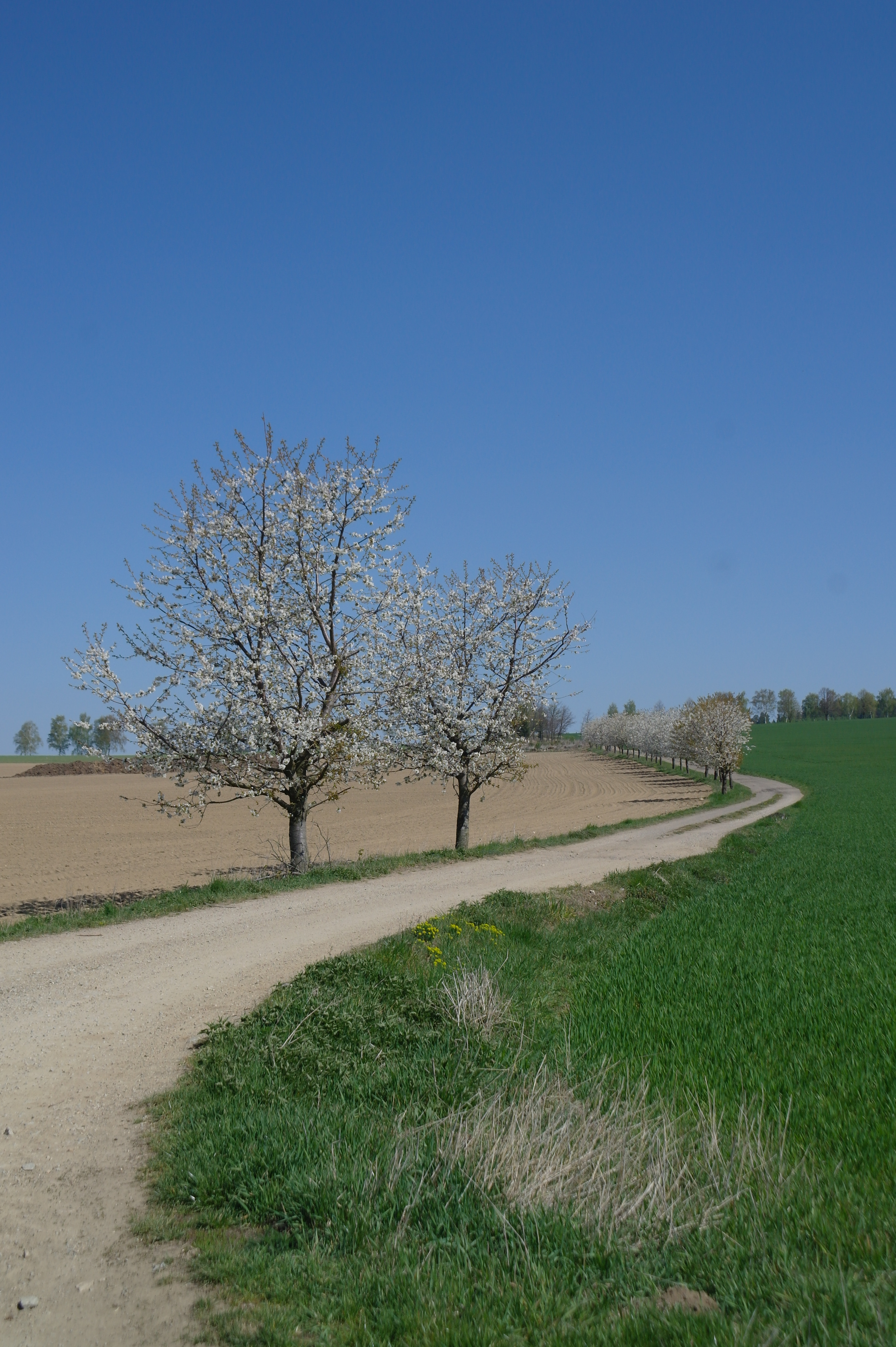
Cesta (jaro 2019)
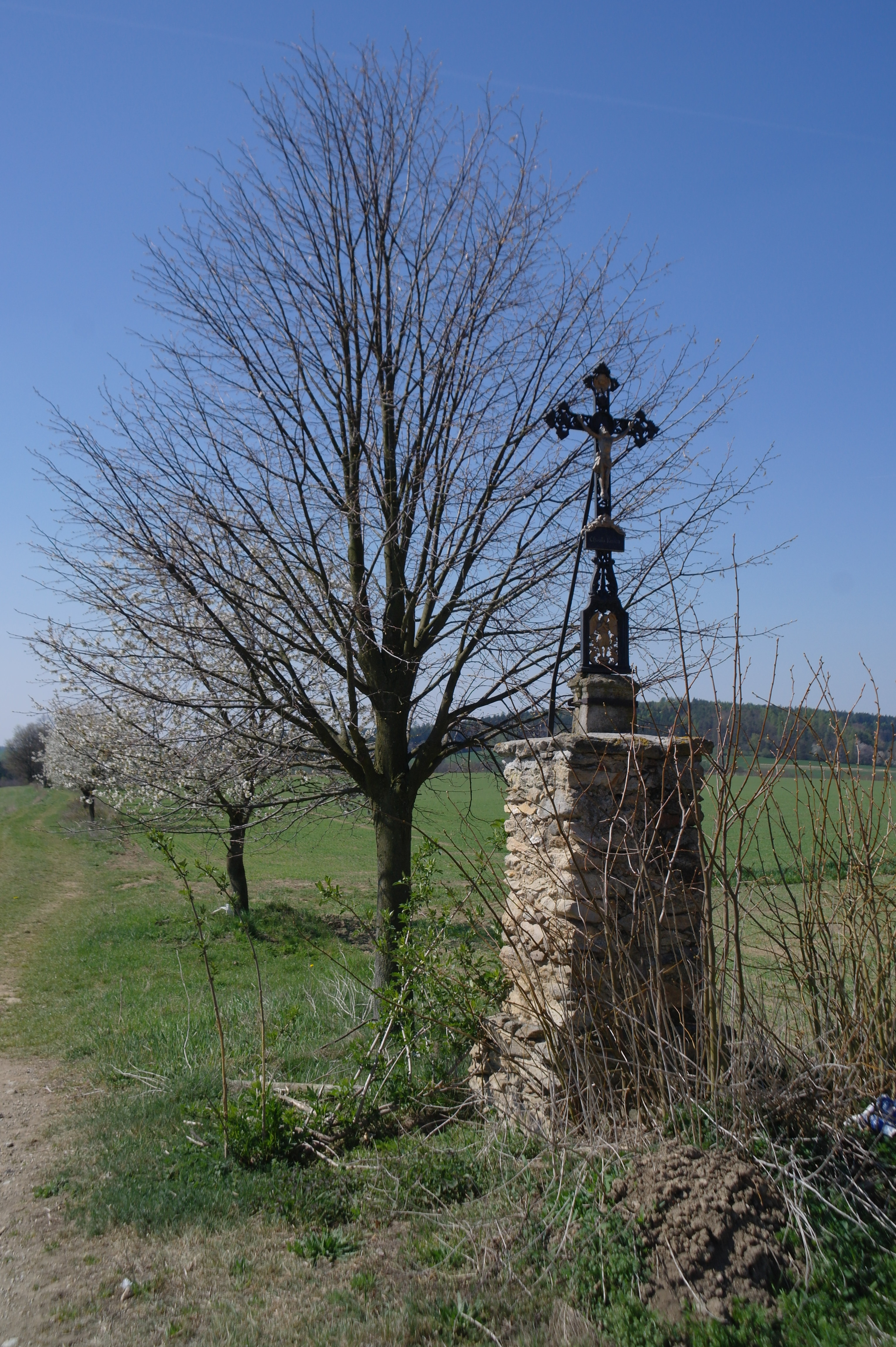
Boží muka
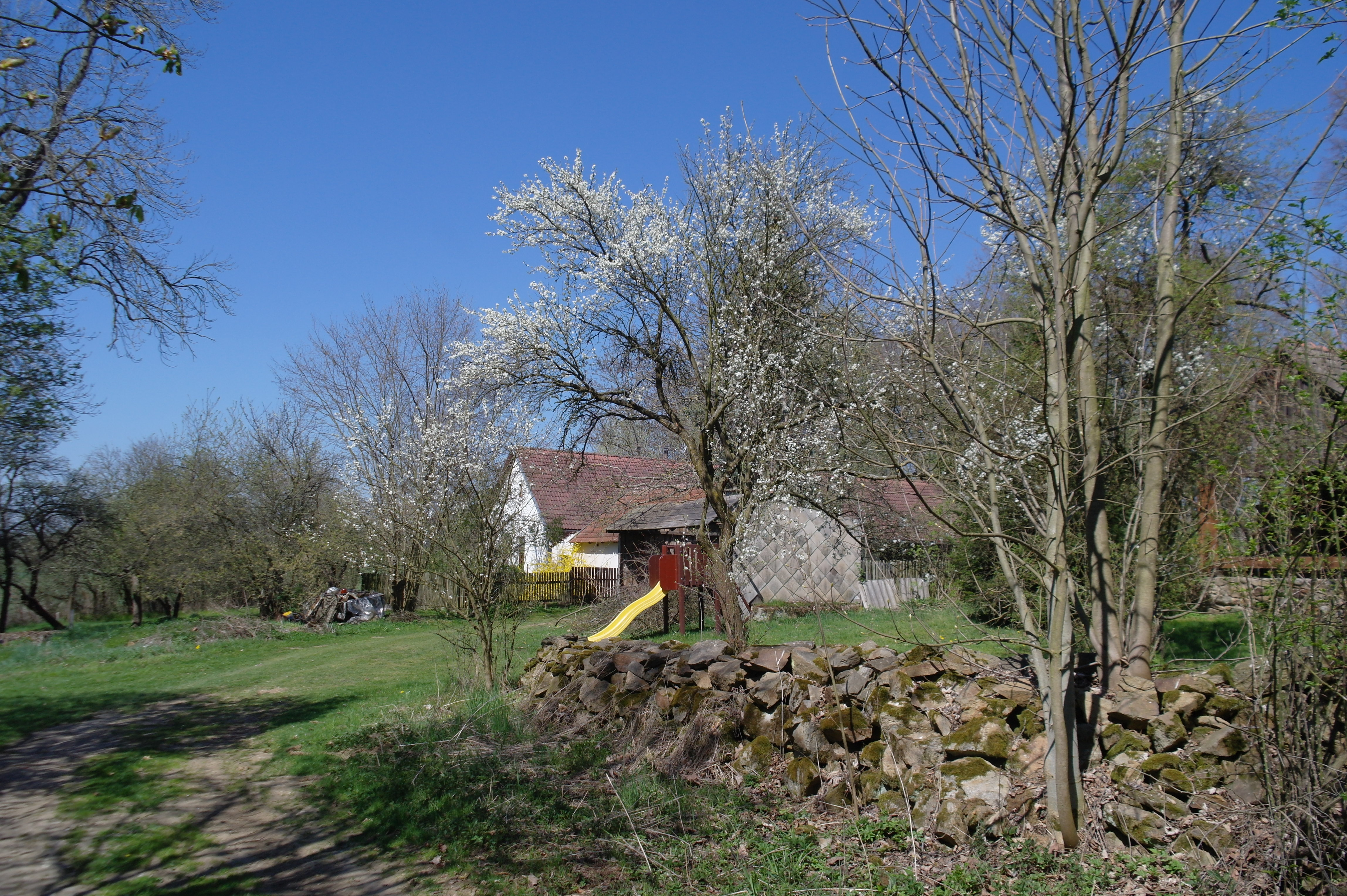
Domy